# ピポサル2001
『ピポサル2001』 は、2001年にソニー・コンピュータエンタテインメントが発売したPlayStation 2用のゲームソフト。他のサルゲッチュシリーズとは異なり日本国外では発売されていない。

## あらすじ
ある日、モンキーパークがリニューアルされることになり、ピポサルを研究室で預かることになった。ハカセは自分で作ったバーチャルスペースにピポサルを転送してのんびりするはずだった。しかしハカセはモンキーパークから、衛生のためにサルたちのパンツを全部洗濯するように言われる。しかもパンツを集めるにはサルたちが放し飼いになっているバーチャルスペースに行かなくてはならない。そこでハカセは研究所に遊びに来たカケルにピポサルたちのパンツを集めてもらうことにした。

## 登場するキャラクター
「サルゲッチュの登場キャラクター」も参照
- カケル
- ハカセ
- ナツミ
- スペクター
- ピポサル

## 登場するランド
- ほのぼのランド

名前の通りほのぼのとしたランドである。一般的な黄パンツのピポサルが登場する。
- ぴちゃぴちゃランド

海が特徴的なランドである。ステージによっては「うずしお」がありピポサルごと吸い込んでしまう。泳ぐのが速く、歩くのが遅いスキューバサルが登場する。
- あちあちランド

砂漠が特徴的なランドである。ステージによっては鉄板があり一定時間踏み続けるとやけどしてしまう。見られると止まるサボテンサルが登場する。
- どきどきランド

真っ暗で不気味なランドである。パンツを吸い込もうとすると棺桶に入るカンオケサルが登場する。なお、サルは棺桶に入ってしまうと、吸い込めなくなるためアイテムを用いなければならず厄介である。
- つるつるランド

雪や氷、クリスマスツリーが特徴的なランドである。氷の上をスイスイと滑るスケートサルが登場する。
- ぴこぴこランド

スペクターが作った最終的なランドである。戦車に乗ってるバトルサルが登場する。